# Steffen Wesemann
Steffen Wesemann (ur. 11 marca 1971 w Wolmirstedt) – niemiecki kolarz szosowy, od 9 września 2005 reprezentuje barwy Szwajcarii – zamieszkał wraz z rodziną w Küttigen. W zawodowym peletonie startował w latach 1993–2008. Pięciokrotny zwycięzca Wyścigu Pokoju, zwycięzca wyścigu Dookoła Flandrii (2004). Drugi (2002) i trzeci (2007) kolarz Paryż-Roubaix, dwukrotnie był drugi w wyścigu Amstel Gold Race (2003, 2007).

## Najważniejsze zwycięstwa
- 1992 – Wyścig Pokoju, Niedersachsen-Rundfahrt
- 1996 – Wyścig Pokoju
- 1997 – Wyścig Pokoju
- 1999 – Wyścig Pokoju
- 2000 – Grand Prix du canton d’Argovie, Rund um Köln
- 2003 – Wyścig Pokoju
- 2004 – Dookoła Flandrii